# Kochanki władców Francji

## Walezjusze
| Wizerunek | Imię                              | Daty życia          | Ojciec i matka                     | Kochanek               |
| --------- | --------------------------------- | ------------------- | ---------------------------------- | ---------------------- |
|           | Biette de Casinel                 | 1340-ok.1380        |                                    | Karol V Mądry          |
|           | Odette de Champdivers             | ok. 1384-1424       |                                    | Karol VI Szalony       |
|           | Agnès Sorel                       | ok. 1422-1450       |                                    | Karol VII Walezjusz    |
|           | Antoinette de Maignelai           | ok. 1430 - ok. 1461 |                                    | Karol VII Walezjusz    |
|           | Phélisé Regnard                   |                     |                                    | Ludwik XI Walezjusz    |
|           | Marguerite de Sassenage           | ok. 1449-1471       | Henryk Le Roux                     | Ludwik XI Walezjusz    |
|           | Françoise de Foix                 | 1495-1537           | Jean de Foix Jeanne d'Aydie        | Franciszek I Walezjusz |
|           | Anne de Pisseleu d’Heilly         | 1508-1580           | Adrien de Pisseleu                 | Franciszek I Walezjusz |
|           | Maria Boleyn                      | 1500-1543           | Tomasz Boleyn Elżbieta Howard      | Franciszek I Walezjusz |
|           | Diana de Poitiers                 | 1499-1566           | Jan de Poitiers Joanna de Batarnay | Henryk II Walezjusz    |
|           | Jane Fleming                      | ok. 1508-ok. 1553   | Jakub IV                           | Henryk II Walezjusz    |
|           | Filippa Duci                      | ok. 1520-           |                                    | Henryk II Walezjusz    |
|           | Nicole de Savigny                 | 1535-1590           |                                    | Henryk II Walezjusz    |
|           | Marie Touchet                     | 1553-1638           | Jean Touchet Marie Mathy           | Karol IX Walezjusz     |
|           | Louise de La Béraudière du Rouhet |                     |                                    | Henryk III Walezy      |
|           | Renée de Rieux de Châteauneuf     |                     |                                    | Henryk III Walezy      |
|           | Maria de Clèves                   | 1553-1574           |                                    | Henryk III Walezy      |

## Burbonowie
| Wizerunek | Imię                                      | Daty życia    | Ojciec i matka | Kochanek           |
| --------- | ----------------------------------------- | ------------- | -------------- | ------------------ |
|           | Diana d'Andoins                           | 1554-1621     |                | Henryk IV Burbon   |
|           | Franciszka de Montmorency-Fosseux         | ur. 1562      |                | Henryk IV Burbon   |
|           | Gabrielle d’Estrées                       | 1571-1599     |                | Henryk IV Burbon   |
|           | Catherine Henriette de Balzac d'Entragues | 1579-1633     |                | Henryk IV Burbon   |
|           | Jacqueline de Bueil                       | ok. 1580-1651 |                | Henryk IV Burbon   |
|           | Charlotte des Essarts                     | 1580-1651     |                | Henryk IV Burbon   |
|           | Marie de Hautefort                        | 1616-1691     |                | Ludwik XIII Burbon |
|           | Louise de La Fayette                      | ok. 1616-1665 |                | Ludwik XIII Burbon |
|           | Catherine Bellier                         |               |                | Ludwik XIV Burbon  |
|           | Maria Mancini                             | 1639-1715     |                | Ludwik XIV Burbon  |
|           | Louise de La Vallière                     | 1644-1710     |                | Ludwik XIV Burbon  |
|           | Katarzyna Grimaldi                        | 1639-1678     |                | Ludwik XIV Burbon  |
|           | Markiza de Montespan                      | 1640-1707     |                | Ludwik XIV Burbon  |
|           | Anne de Rohan-Chabot                      | 1641-1709     |                | Ludwik XIV Burbon  |
|           | Markiza de Maintenon                      | 1635-1719     |                | Ludwik XIV Burbon  |
|           | Claude de Vin des Œillets                 | ok. 1637-1687 |                | Ludwik XIV Burbon  |
|           | Isabelle de Ludres                        | 1687-1722     |                | Ludwik XIV Burbon  |
|           | Marie Angélique de Scorailles             | 1661-1681     |                | Ludwik XIV Burbon  |

### KochankiLudwika XV
Ludwik XV Burbon miał piętnaście kochanek:
| Wizerunek | Imię                                     | Daty życia                          | Daty życia jako metresa | Ojciec i matka                                                                            |
| --------- | ---------------------------------------- | ----------------------------------- | ----------------------- | ----------------------------------------------------------------------------------------- |
|           | Louise Julie de Mailly-Nesle             | 1712-5 marca lub 30 listopada 1751  | 1733-1739               | Louis III de Mailly-Nesle Armande Félice de La Porte Mazarin (wnuczka Hortensji Mancini). |
|           | Pauline-Félicité de Mailly               | 1712-9 września 1741                | 1739-1741               | Louis III de Mailly-Nesle Armande Félice de La Porte Mazarin (wnuczka Hortensji Mancini). |
|           | Diane Adélaïde de Mailly                 | 11 lutego 1713-20 lutego 1760       | 1741-1742               | Louis III de Mailly-Nesle Armande Félice de La Porte Mazarin (wnuczka Hortensji Mancini). |
|           | Maria Anna de Mailly                     | 5 października 1717-8 grudzień 1744 | 1742-1744               | Louis III de Mailly-Nesle Armande Félice de La Porte Mazarin (wnuczka Hortensji Mancini). |
|           | Madame Pompadour                         | 29 grudnia 1721-15 kwietnia 1764    | 1744-1764               | François Poisson Madeleine de La Motte                                                    |
|           | Madame du Barry                          | 19 sierpnia 1743-8 grudnia 1793     | 1768–1774               | Jean Baptiste Gormand de Vaubernier Anna Becu                                             |
|           | Marie-Louise O'Murphy                    | 1737-1815                           | 1752-1754               | François O'Murphy                                                                         |
|           | Françoise de Châlus                      | 1734-1821                           | 1744-1764               | François Poisson Madeleine de La Motte                                                    |
|           | Małgorzata Katarzyna Haynault            | 11 sierpnia 1736-17 marca 1823      | 1761-1763               | Jean-Baptiste Haynault Blaise d'Arod, markiza de Montmélas                                |
|           | Lucie Madeleine d’Estaing                | 10 maja 1743-7 kwietnia 1826        | 1761-1763               | Charles-François markiz de Saillant Marie-Henriette Colbert de Maulevrier                 |
|           | Anne Couppier de Romans                  | 1737-1808                           | 1762-1762               | Jean Joseph Roman Coppier                                                                 |
|           | Louise Jeanne Tiercelin de La Colleterie | 1746-1779                           | 1764-1764               |                                                                                           |
|           | Irène du Buisson de Longpré              | ?-1767                              | 1751-1754               |                                                                                           |
|           | Catherine Éléonore Bénard                | 1740-1769                           | 1769-1770               |                                                                                           |
|           | Marie Thérèse Françoise Boisselet        | 1731-1800                           | 1769-1769               |                                                                                           |

## I Cesarstwo Francuskie, Restauracja Burbonów
| Wizerunek | Imię                                             | Daty życia                            | Ojciec i matka           | Kochanek             |
| --------- | ------------------------------------------------ | ------------------------------------- | ------------------------ | -------------------- |
|           | Louise Catherine Eléonore Denuelle de la Plaigne | 1787-1868                             |                          | Napoleon I Bonaparte |
|           | Maria Walewska                                   | 1789-1817                             |                          | Napoleon I Bonaparte |
|           | Françoise-Marie LeRoy                            |                                       |                          | Napoleon I Bonaparte |
|           | Emilia Victoria Kraus von Wolfsberg              | 17 października 1785-15 kwietnia 1845 | Jože Kraus Rosalia Kraus | Napoleon I Bonaparte |
|           | Albine de Montholon                              | 1779-1848                             |                          | Napoleon I Bonaparte |
|           | Zoé Talon                                        | 1785-1852                             |                          | Ludwik XVIII Burbon  |